# Penicillaria aureiplaga
Penicillaria aureiplaga là một loài bướm đêm trong họ Noctuidae.